# Mieczysław Jaroniec
Mieczysław Jaroniec także jako Mietek Jaroniec (ur. 1 stycznia 1949 w Okrzei) – polski chemik, profesor nauk chemicznych, specjalizujący się w chemii teoretycznej zjawisk powierzchniowych.
Studia chemiczne ukończył w 1972 roku na Wydziale Matematyki, Fizyki i Chemii Uniwersytetu Marii Curie-Skłodowskiej w Lublinie. W 1976 uzyskał na tej uczelni stopień doktora nauk chemicznych. Promotorem rozprawy doktorskiej, zatytułowanej Fizyczna adsorpcja z mieszanin gazowych na heterogenicznych powierzchniach ciał stałych, był Władysław Rudziński. Stopień doktora habilitowanego uzyskał w 1979 roku na podstawie rozprawy Opis kinetyki i stanu równowagi adsorpcji z wieloskładnikowych mieszanin gazowych na powierzchniach ciał stałych. Tytuł profesora nauk chemicznych uzyskał w 1989 roku. W 1991 wyjechał do Stanów Zjednoczonych, pracował na Georgetown University, McMaster University, a od 1988 na Kent State University.
Mieczysław Jaroniec przebywał również na stażach zagranicznych m.in. jako gość Węgierskiej Akademii Nauk (Miszkolc, 1976) i Akademii Nauk ZSRR (Moskwa, 1978-1979). W latach 1975–1990 był laureatem wielu nagród i wyróżnień, m.in. pięciokrotnie otrzymał Nagrodę Ministra Oświaty i Szkolnictwa Wyższego (1977-1988). W 1984 roku został odznaczony Złotym Krzyżem Zasługi. Otrzymał tytuły doktora honoris causa Uniwersytetu Mikołaja Kopernika (19 lutego 2009) oraz Wojskowej Akademii Technicznej (4 października 2010). W 2016 roku otrzymał Medal Marii Skłodowskiej-Curie przyznawany przez Polskie Towarzystwo Chemiczne.
Prowadził badania dotyczące procesu adsorpcji na granicy faz gaz-ciało stałe i ciecz-ciało stałe oraz zastosowaniem go w chromatografii gazowej i cieczowej. Zajmował się także wpływem rozwinięcia powierzchni materiałów (w tym mezoporowatych i nanoporowatych) na proces adsorpcji.